# Église de l'Assomption de Fouvent-le-Haut
Pour les articles homonymes, voir Église de l'Assomption et Assomption.
L'église de l'Assomption est une église catholique située à Fouvent-Saint-Andoche, en France.

## Localisation
L'église est située sur la commune de Fouvent-Saint-Andoche, dans le département français de la Haute-Saône.

## Historique
L'édifice est inscrit au titre des monuments historiques en 1980.